# Грибков, Николай Михайлович
Никола́й Миха́йлович Грибко́в (род. 25 января 1948) — российский дипломат. Чрезвычайный и полномочный посол (2004).

## Биография
Окончил МГИМО МИД СССР (1971). На дипломатической работе с 1971 года. Владеет английским, французским и арабским языками.
- В 1992—1995 годах — советник-посланник Посольства России в Нигерии.
- С 14 апреля 1995 по 12 ноября 1998 года — чрезвычайный и полномочный посол Российской Федерации в Йемене[1][2].
- В 1998—1999 годах — посол по особым поручениям и сопредседатель Минской группы ОБСЕ по Карабахскому урегулированию по совместительству.
- С 20 августа 2003 по 23 августа 2009 года — чрезвычайный и полномочный посол Российской Федерации в Намибии[3][4].

С 2009 года — на пенсии.

## Семья
Женат, имеет сына.

## Награды
- Медаль ордена «За заслуги перед Отечеством» II степени (28 июня 2005) — За активное участие в реализации внешнеполитического курса Российской Федерации и многолетнюю добросовестную работу[5].
- Благодарность президента Российской Федерации (30 мая 1998) — За самоотверженность, проявленную при освобождении российских граждан, захваченных в качестве заложников в Йеменской Республике[6].

## Дипломатический ранг
- Чрезвычайный и полномочный посланник 2 класса (5 июня 1992)[7].
- Чрезвычайный и полномочный посланник 1 класса (19 октября 1996)[8].
- Чрезвычайный и полномочный посол (10 февраля 2004)[9].